# Grande échelle
Pour les articles homonymes, voir EPA et EPC.
L'échelle aérienne ou auto échelle, est un véhicule utilisé par les sapeurs-pompiers, et qui emporte une échelle escamotable de grande hauteur. Le terme « grande échelle » est utilisé par le grand public, Les professionnels parlent tout simplement « d'échelle », ou bien utilisent une abréviation (en France : EPA, pour échelle pivotante automatique, EPSA, pour échelle pivotante semi-automatique, EPC, pour échelle pivotante combinée, qui tend désormais à s'imposer). Les échelles aériennes permettent  :
- d'effectuer des sauvetages dans les étages lorsque les accès normaux sont difficiles : évacuation des personnes ;
- d'acheminer des personnels et des matériels ;
- d'arroser par l'extérieur.

Certaines échelles disposent de tuyaux rigides télescopiques qui permettent d'acheminer de l'eau en haut, sur le principe d'une colonne sèche. Le haut de l'échelle est en général relié au bas par un interphone. Les premiers modèles étaient actionnés à la main, par des manivelles. Les modèles modernes sont actionnés par des moteurs. Dans de nombreux cas, l'échelle est munie d'une nacelle qui monte et descend, en fixe ou amovible, et assure ainsi une grande sécurité.
Les dernières années ont vu apparaître des bras élévateurs au sein des corps de sapeurs-pompiers. Ces engins, bien que n'étant pas des échelles, ont une fonction analogue. Il en existe deux types : à deux bras articulés ou à un bras télescopique, mais tous sont munis d'une grande plate-forme pouvant recevoir jusqu’à 300 kg de charge. Leur avantage primordial est de pouvoir surplomber le bâtiment ou la zone du sinistre, et de fournir une importante plate-forme de travail en hauteur. Leur inconvénient principal est une mise en œuvre moins rapide que les échelles, les empêchant d'être employés comme engins de sauvetage.

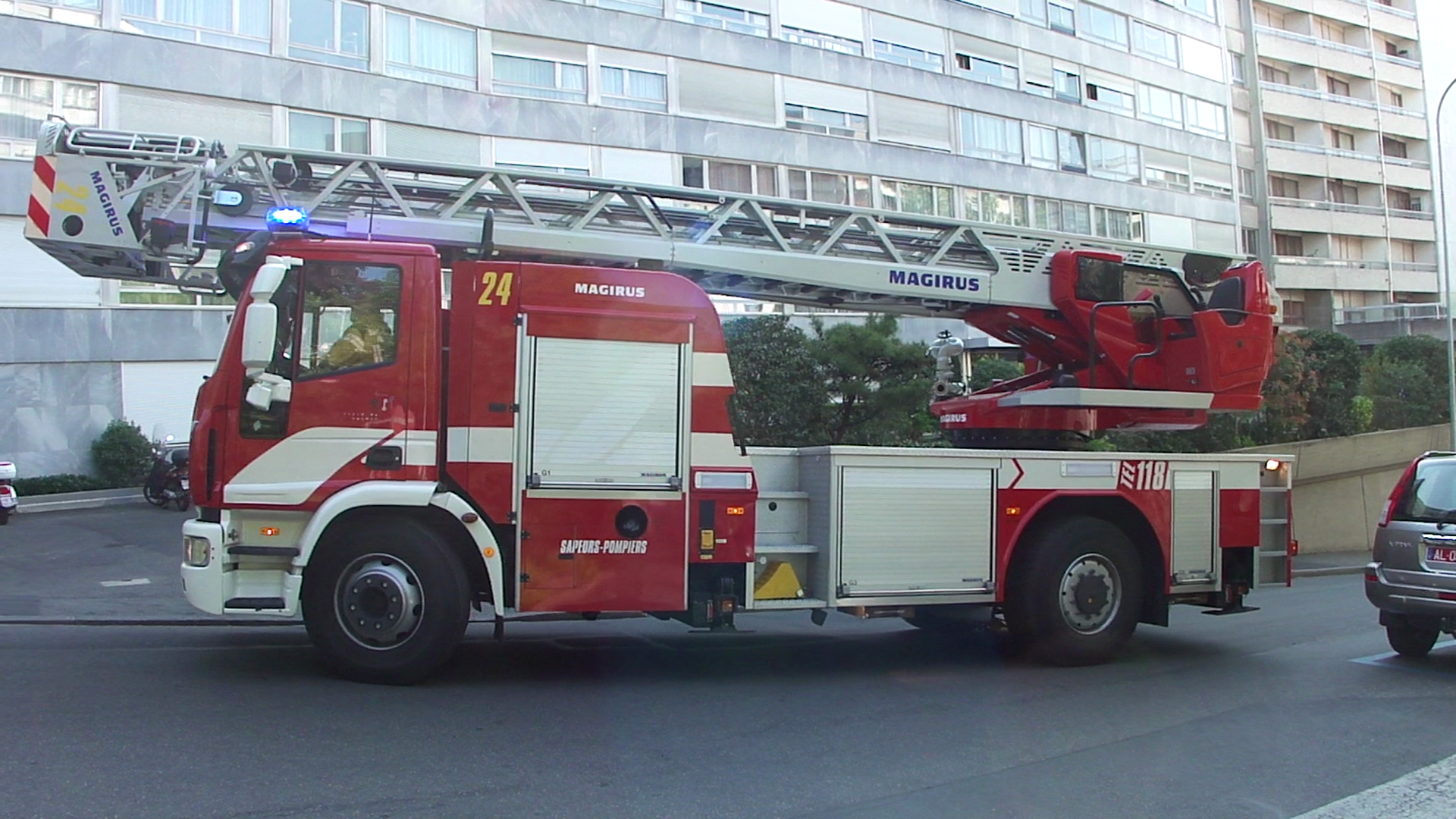
Auto-échelle de 30 mètres du SIS Genève
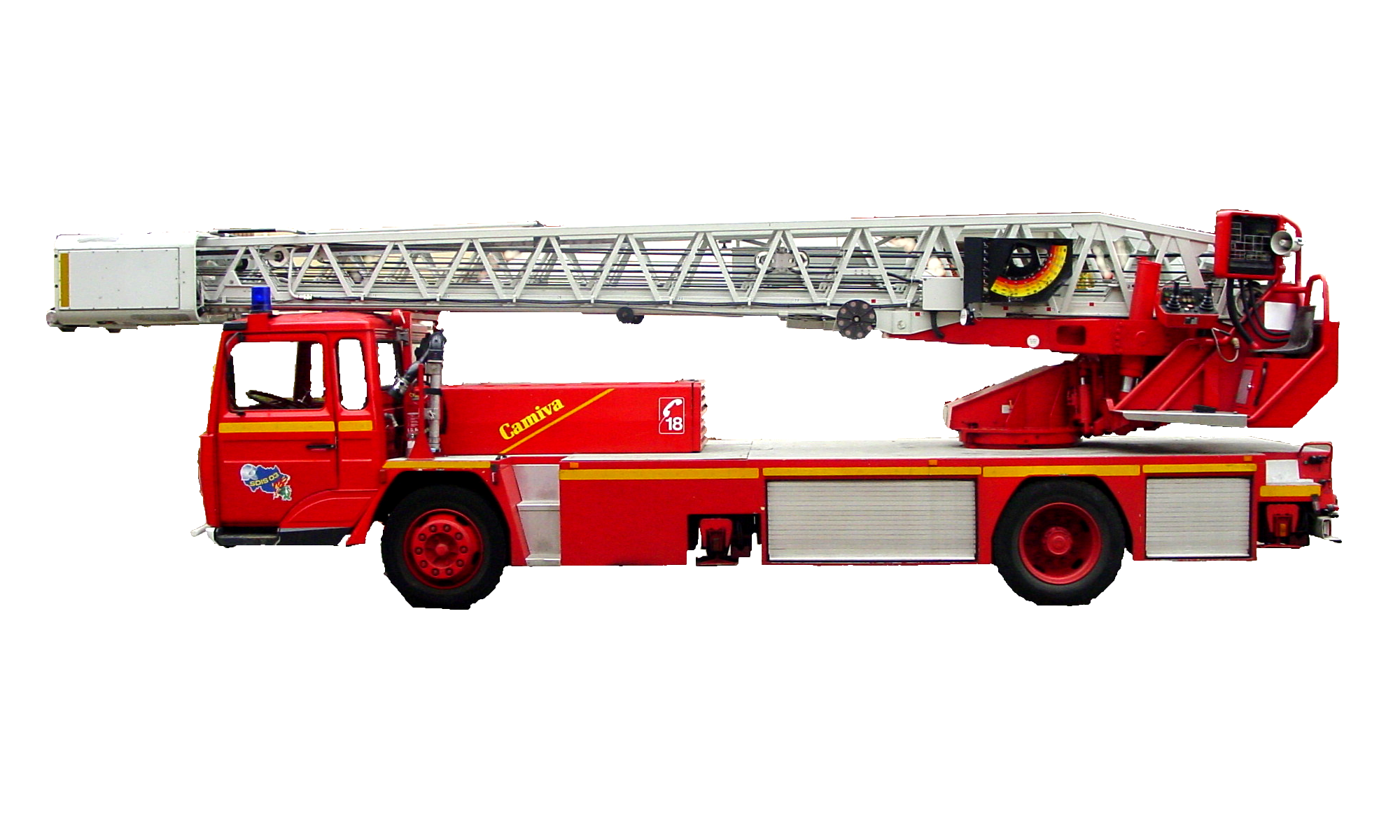
Échelle Pivotante Automatique 28/10
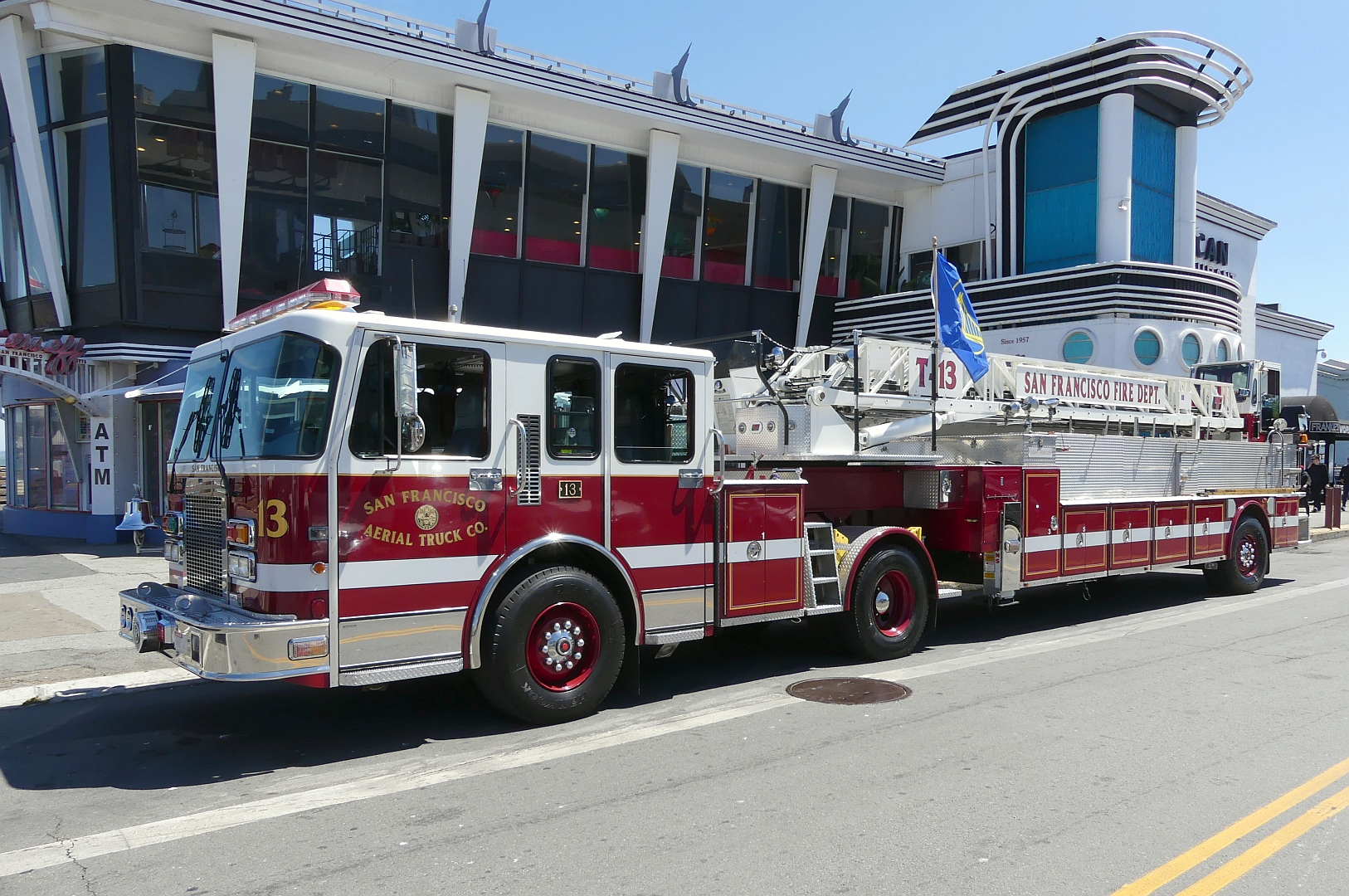
Un camion échelle semi-remorque type « Tower Ladder », à San Francisco.

## Surface de sustentation
Pour permettre à la grande échelle d'atteindre ses objectifs (fenêtre, toitures, cheminées..), le véhicule doit être stabilisé sur le sol avant de déployer l'échelle proprement dite. En effet, l'échelle constitue un bras de levier qui amplifie les forces (voir l'article moment d'une force).
Pour réaliser cette opération, le véhicule dispose de stabilisateurs, augmentant la surface de sustentation (zone verte de l'animation). Cette surface correspond à la zone dans laquelle le centre de gravité de l'échelle doit toujours se trouver, sous peine de voir l'échelle basculer.
Selon les modèles de véhicule, les roues de celui-ci peuvent :
- être soulevées par les stabilisateurs ;
- bloquées par un système de neutralisation de suspension, car le mouvement des suspensions du véhicule mettrait en danger sa stabilité.

## Sécurité d'intervention
Les capacités des échelles aériennes sont variables selon un grand nombre de facteurs :
- la longueur du parc d'échelle[C'est-à-dire ?] ;
- l'inclinaison de l'échelle ;
- la taille et forme de la surface de sustentation (voir animation « forme de la surface de sustentation ») ;
- la nature de la zone de stabilisation ;
- les conditions météorologiques (le vent) ;
- la charge sur le parc.

Les modèles récents de véhicules disposent d'un calculateur (mini ordinateur) permettant la prise en charge de ces nombreux paramètres : cela permet à l'utilisateur de travailler en sécurité.
Afin d'éviter le risque de chute des personnes, les pompiers doivent donc être munis d'une longe pouvant absorber le choc de la chute. Cependant ce dispositif ne peut être mis en place qu'avec une nacelle ou plate-forme, ou bien lorsque le pompier est arrivé en haut.

## La portée

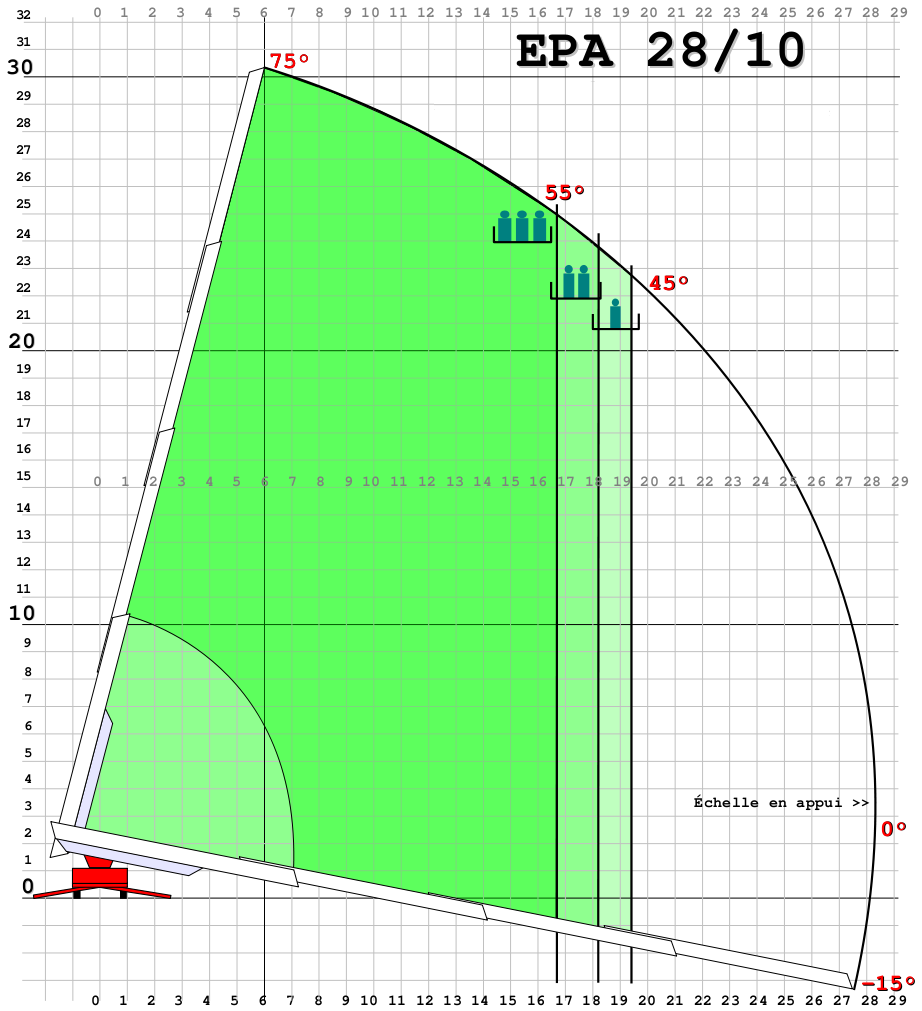
Grille de portée pour une EPA 28/10

La portée est la distance entre le dernier échelon du parc et la tourelle ou les stabilisateurs (selon les modèles d'échelles).
Une grille de portée est disponible ou réalisable pour chacun de ces véhicules, l'utilisateur peut voir rapidement où se positionner afin de réaliser sa mission sans craindre d'être trop loin ou trop proche de son objectif.
Par anticipation les futures données de charges de la plate-forme (nombre de victimes) peuvent être prises en compte avant la procédure de stabilisation, d'après la lecture du schéma, car une charge plus importante va logiquement diminuer les possibilités du véhicule.
Le schéma indique également si une EPA peut travailler en position négative par rapport à l'horizontale, jusqu'à un angle de -15°. Les échelles plus anciennes ne peuvent pas travailler en dessous d'un angle de 0°.
L'arc de cercle extérieur indique que ce modèle peut être déployé à 28 mètres dans toutes les positions, à la condition que le parc d'échelle soit en appui. Sans appui et avec un charge sur le parc, la projection du centre de gravité serait en dehors de la zone de sustentation, cela impliquerait obligatoirement la bascule du véhicule.

## En France

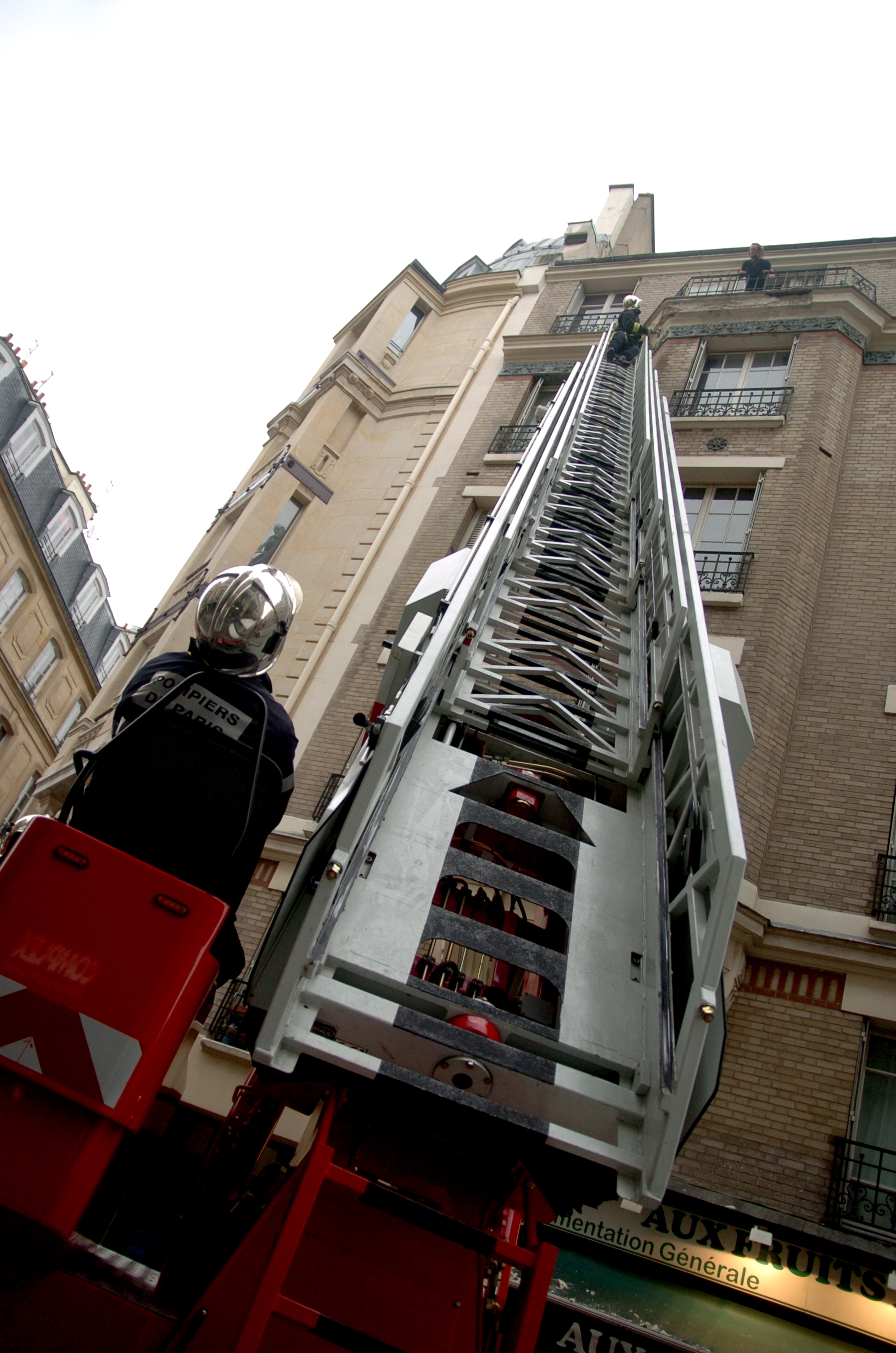
Une Grande échelle déployée en intervention par les sapeurs-pompiers de Paris, le 05 février 2008.

En France, on distingue principalement trois types d'échelles :
- les échelles sur porteur (ESP) : il s'agit d'échelles sur chariot, le chariot étant monté sur un véhicule ; ces existent depuis longtemps mais leur avantage (intervenir dans des rues étroites) reste d'actualité.
- les échelles pivotantes semi-automatiques (EPSA) : l'échelle est posée en fixe sur le véhicule ; elle ne peut faire qu'un seul mouvement à la fois : déploiement, élévation ou pivotage ;
- les échelles pivotantes automatiques (EPA) : similaires aux EPSA, elles peuvent effectuer plusieurs mouvements simultanément.
- les moyens élévateurs aériens (MEA) : Nouvelle appellation des engins de sauvetage aériens ( échelles mécaniques et  bras élévateurs articulés (BEA) qui sont un complément aux échelles aériennes).

On trouve également les sigles :
- EPAA : échelle pivotante automatique articulée : le dernier pan peut s'incliner
- EPAC : échelle pivotante à actions combinées (équivalent de EPA)
- EPAN : échelle pivotante automatique à nacelle
- EPAS : échelle pivotante automatique séquentielle (équivalent de EPSA)

Selon la législation, les établissements recevant du public (ERP) d'une certaine hauteur doivent être desservis par des voies (rues) suffisamment larges pour permettre l'accès à une échelle pivotante ; ces voies sont dites « voies échelle ».

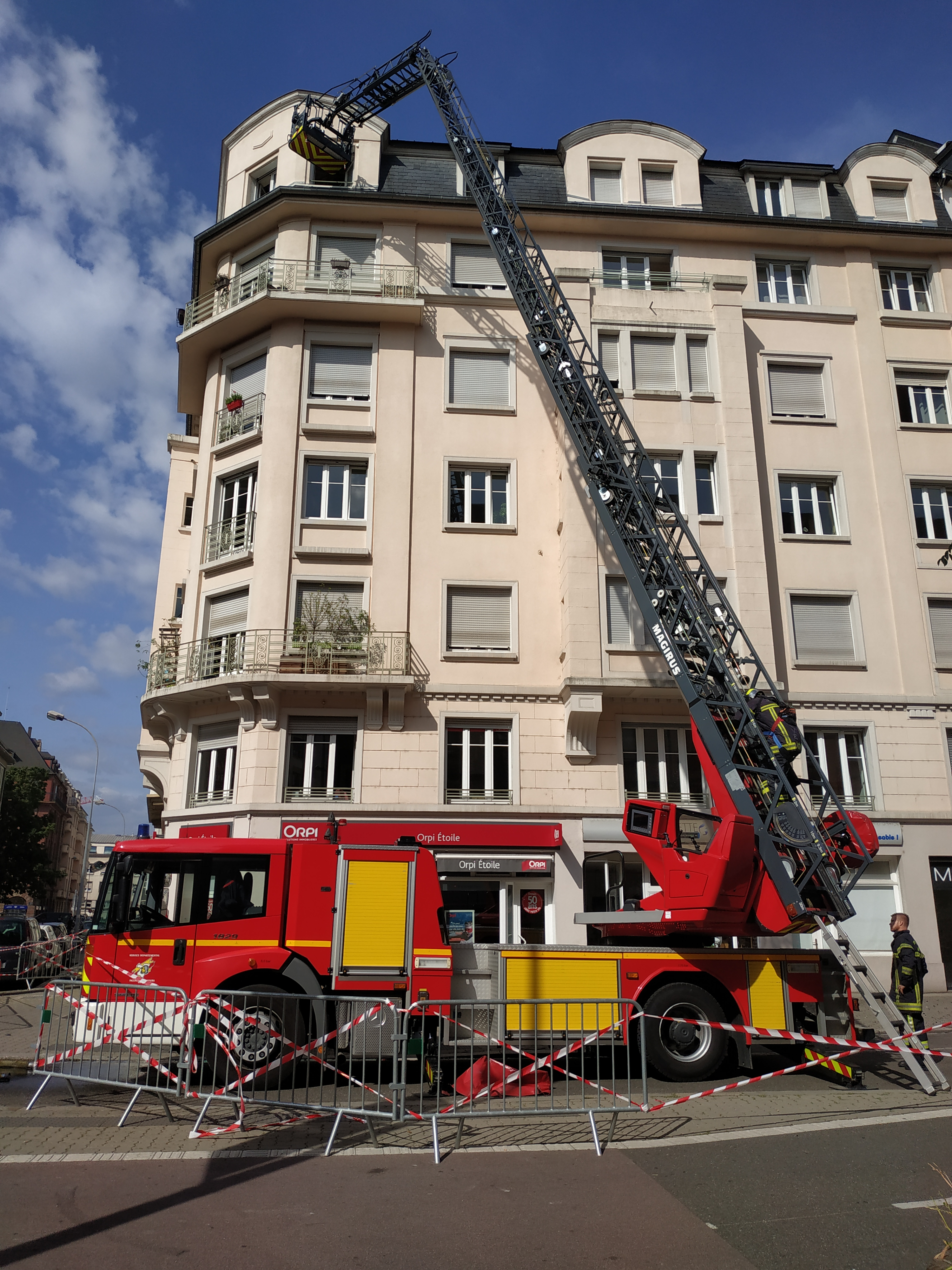
Grande échelle du SDIS 67 sur base Mercedes-Benz Econic
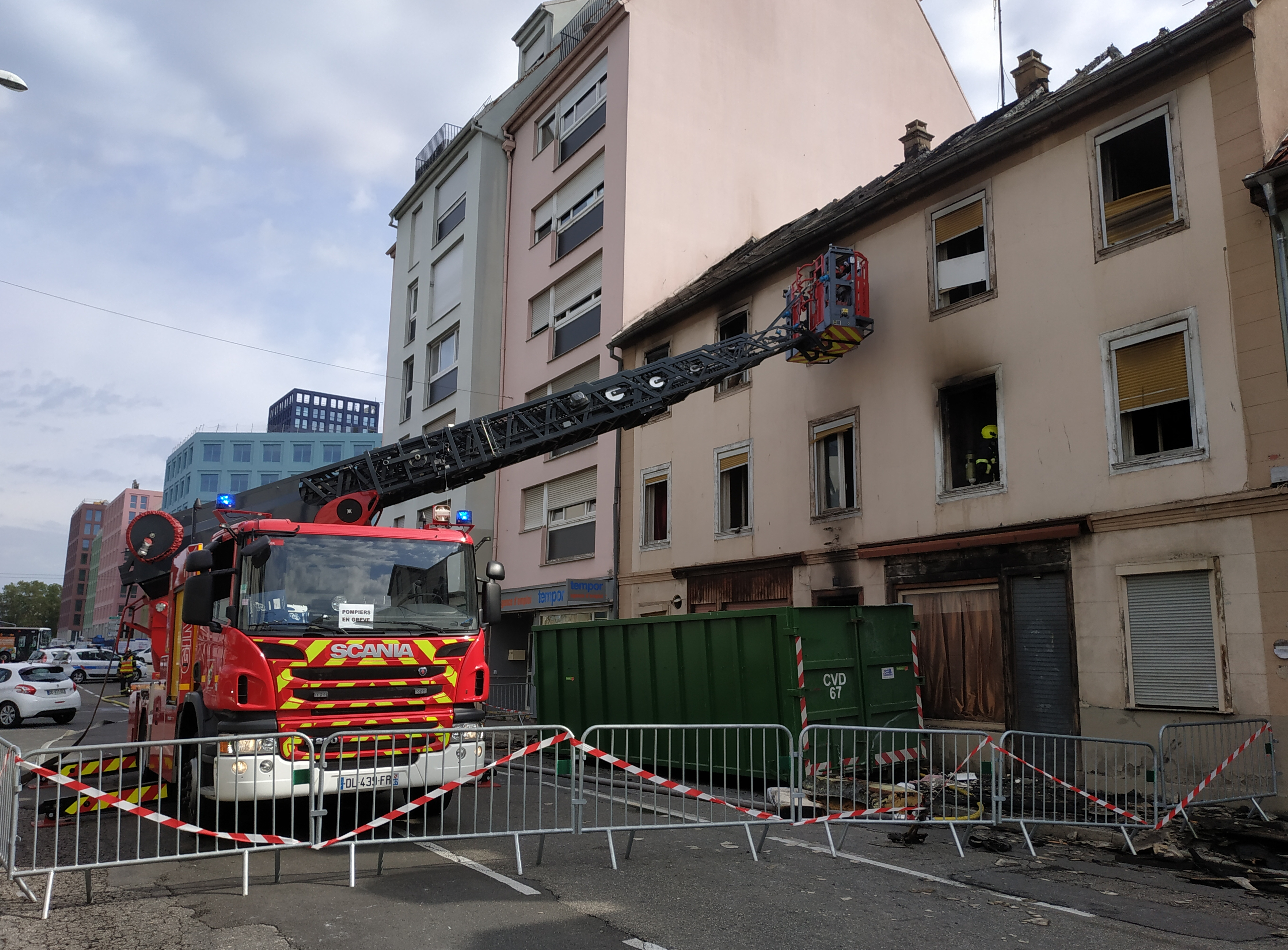
Grande échelle du SDIS 67 sur base Scania P280
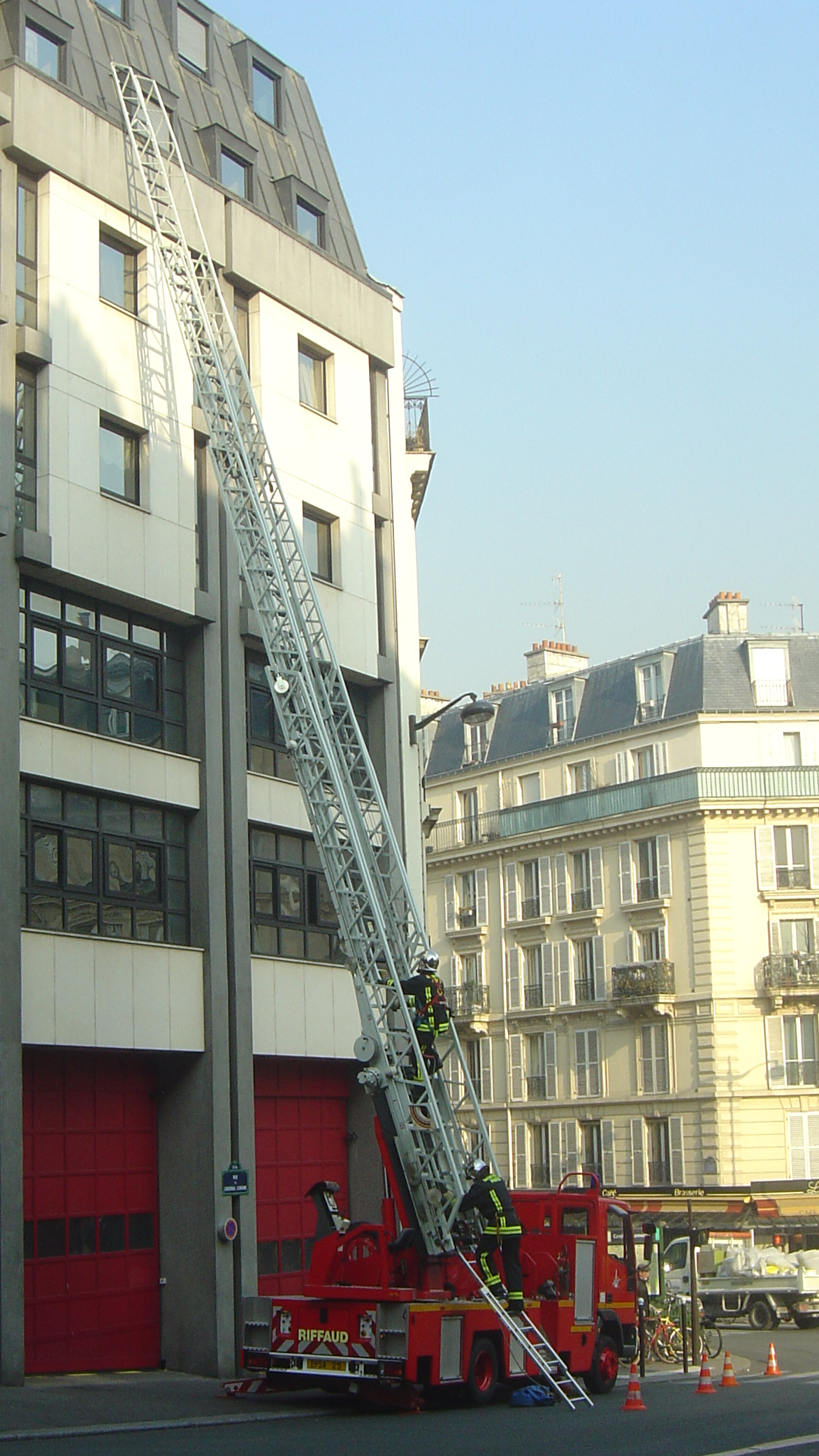
Entraînement de la BSPP
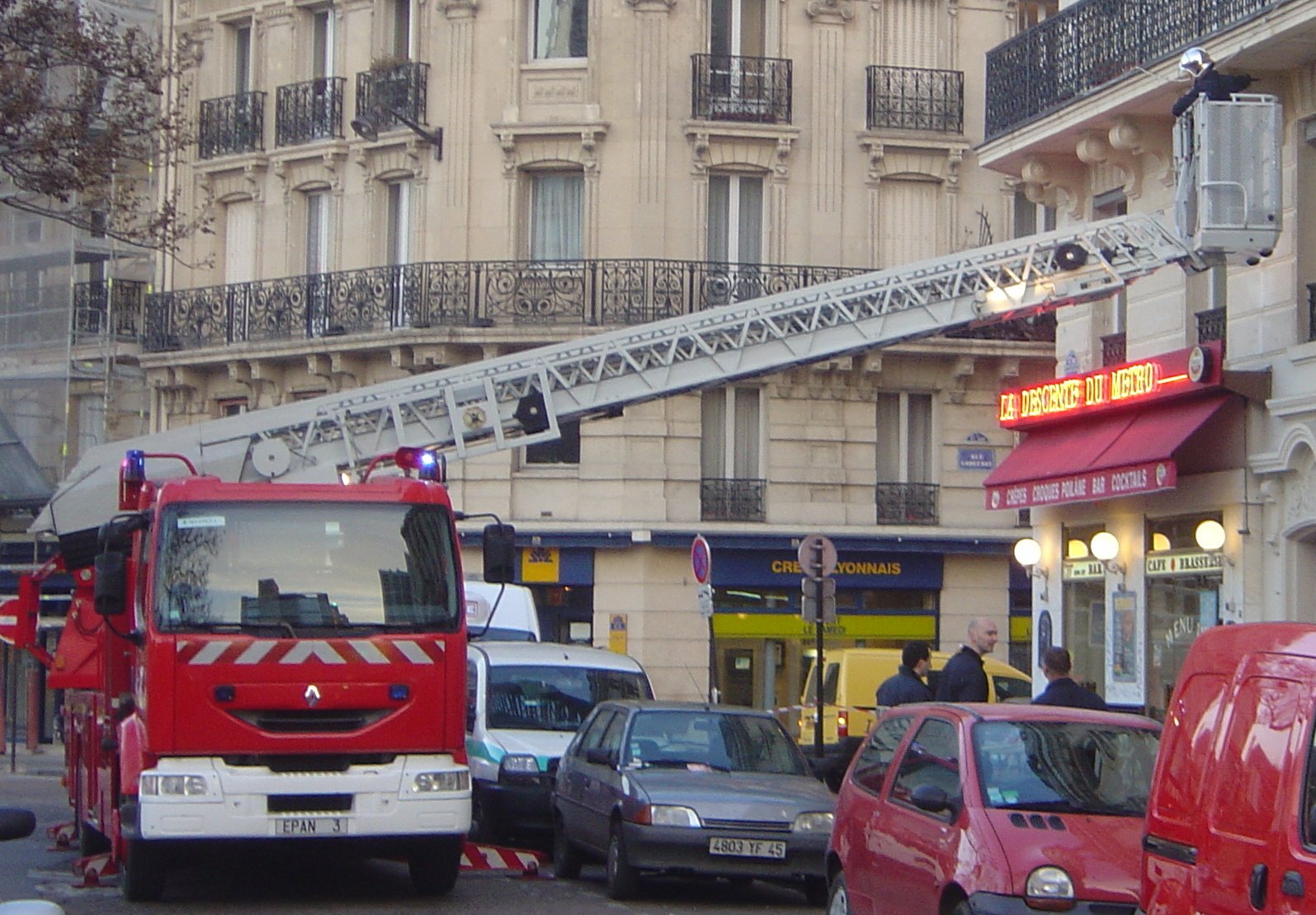
Échelle à nacelle, Paris
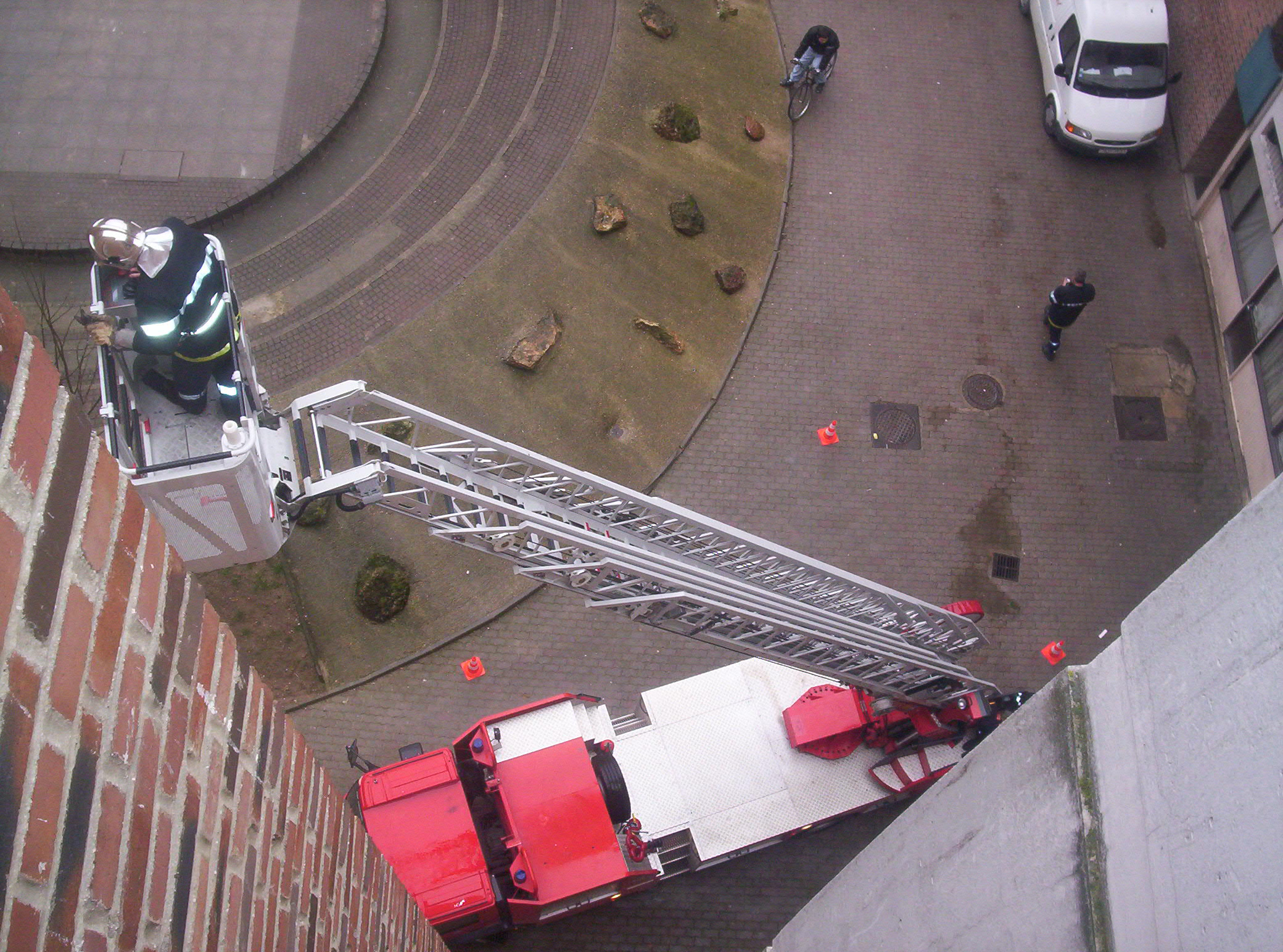
Exercice, Marne
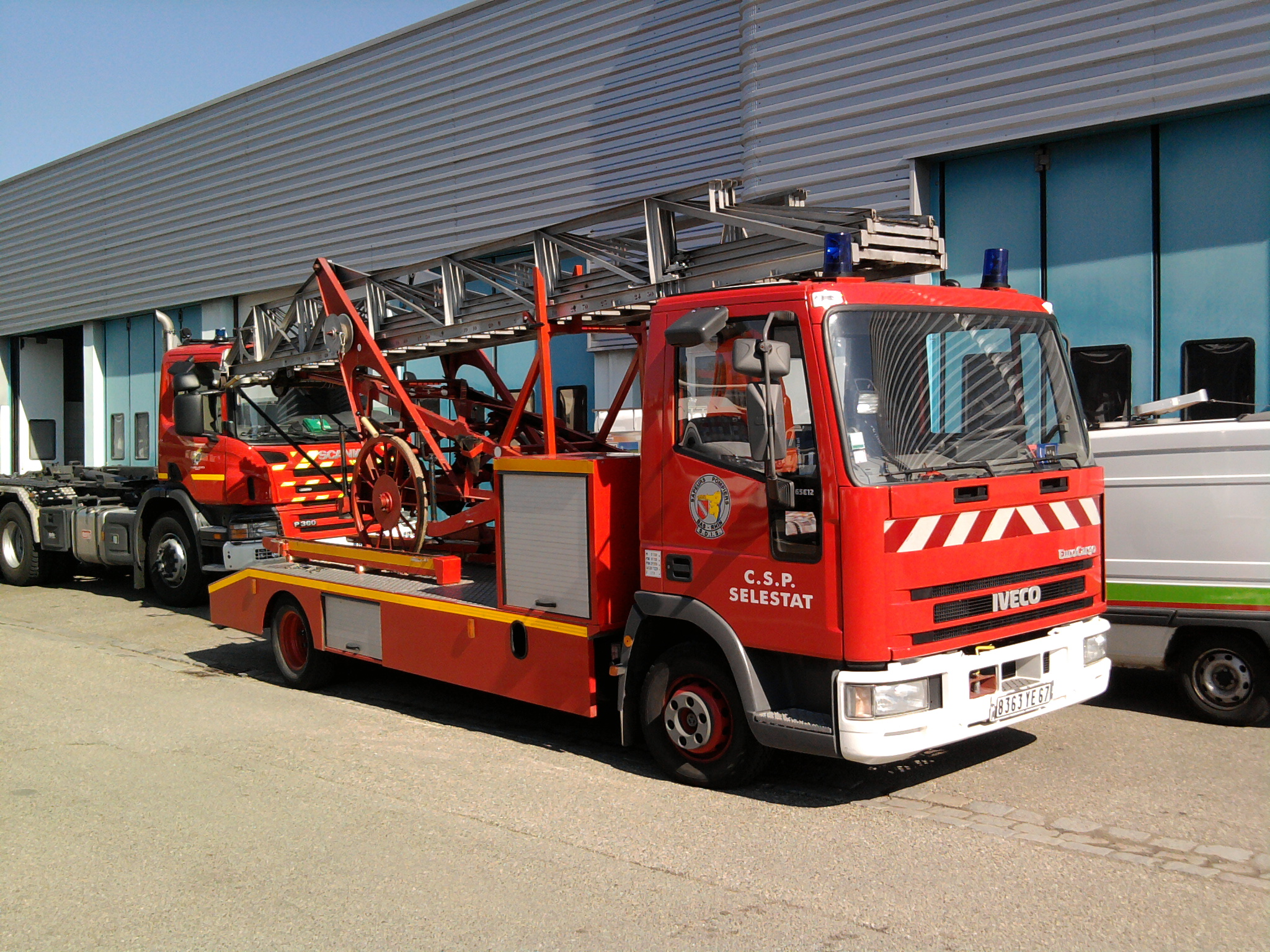
Echelle sur porteur Iveco de Sélestat en France.
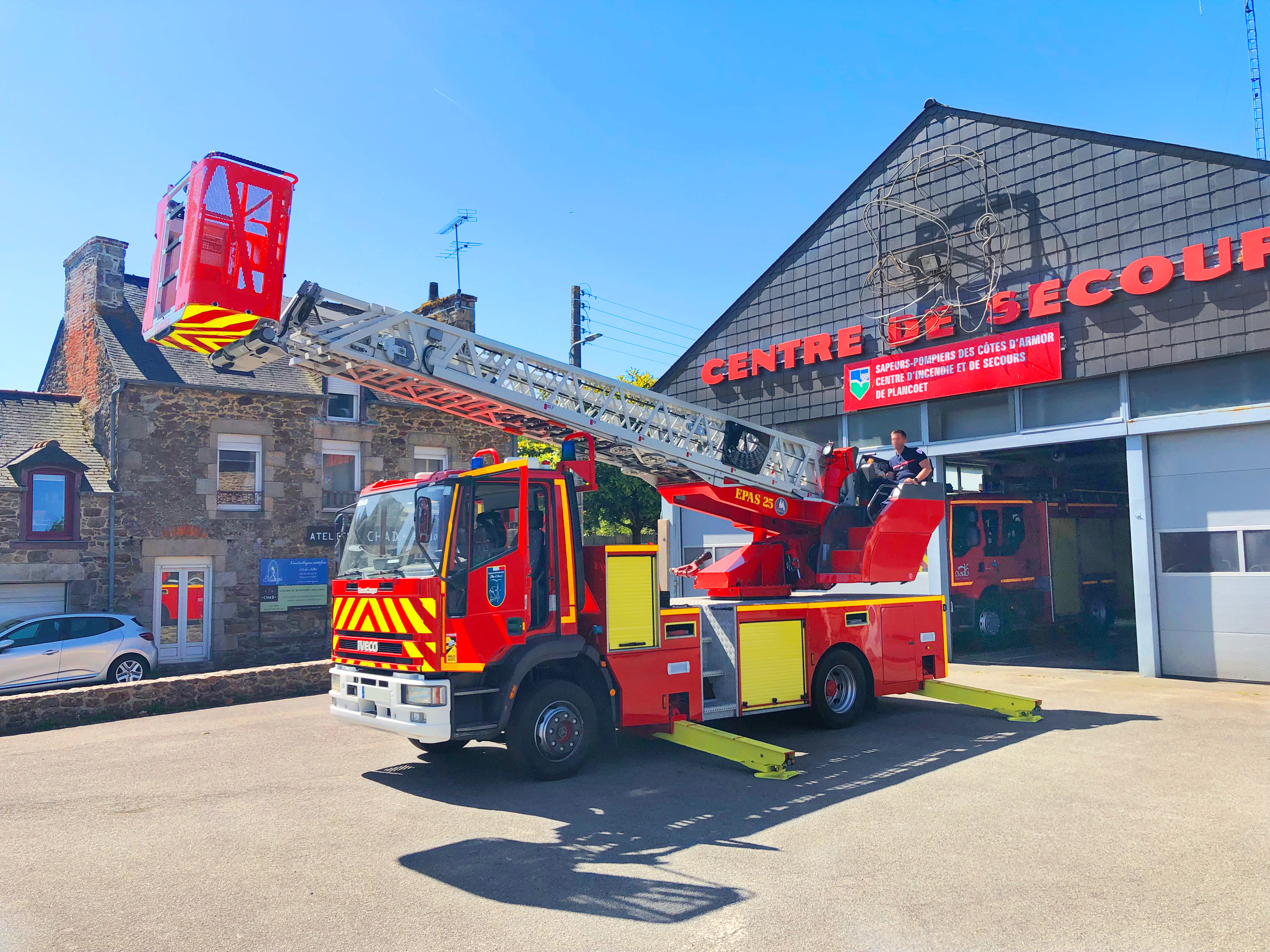
SDIS de Plancoët (22) : Iveco EuroCargo-CAMIVA avec EPSA de 25 m.

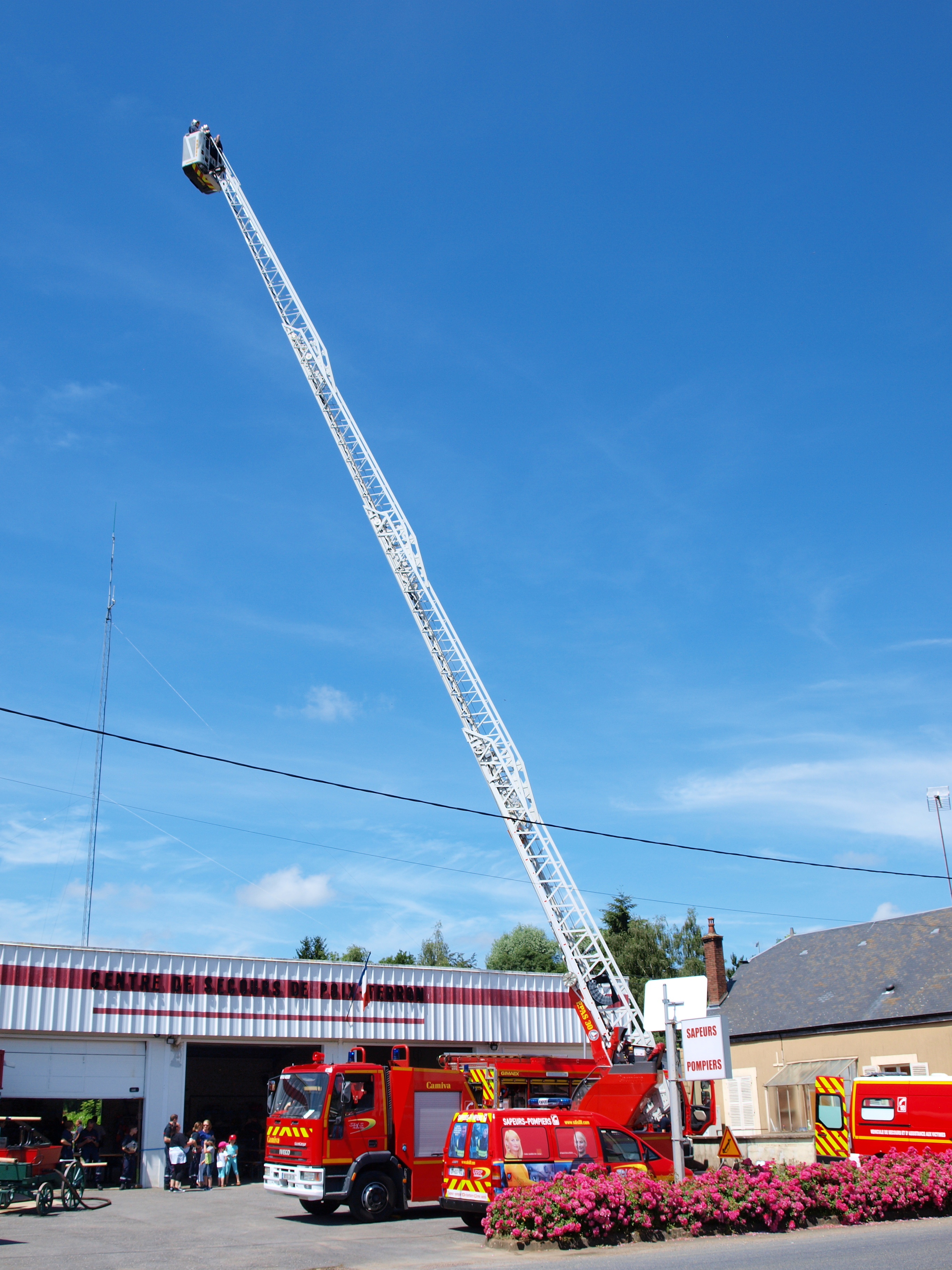

### Normes de construction des bâtiments
- A inférieure à 6 mètres (échelle 30 mètres)
- A inférieure à 2 mètres (échelle 24 mètres)
- A égale à 0 mètres (échelle 18 mètres)
- B inférieure à 1 mètre.
- C inférieure à 8 mètres
- D supérieure à 4 mètres
- D supérieure à 7 mètres (si voie en impasse)